# 雷根斯堡
雷根斯堡（德語：Regensburg，德語：[ˈʁeːɡn̩sbʊɐ̯k] ⓘ，另譯累根斯堡），德国巴伐利亚州的非县辖城市，是上普法尔茨行政区和雷根斯堡县的首府，天主教雷根斯堡教区主教的驻地。雷根斯堡位于上巴伐利亚，多瑙河与雷根河的交汇处，向西北约88千米是纽伦堡，向南约104千米是慕尼黑，向西南约113千米是奥格斯堡，面积80.7平方公里，人口145,465（2015年12月31日），是继慕尼黑、纽伦堡、奥格斯堡后的巴伐利亚州第四大城市。雷根斯堡的支柱产业是加工工业，包括汽车制造、机械制造、电子和微电子等。
雷根斯堡老城于2006年入选联合国教科文组织世界文化遗产。

## 历史

### 古罗马人建城

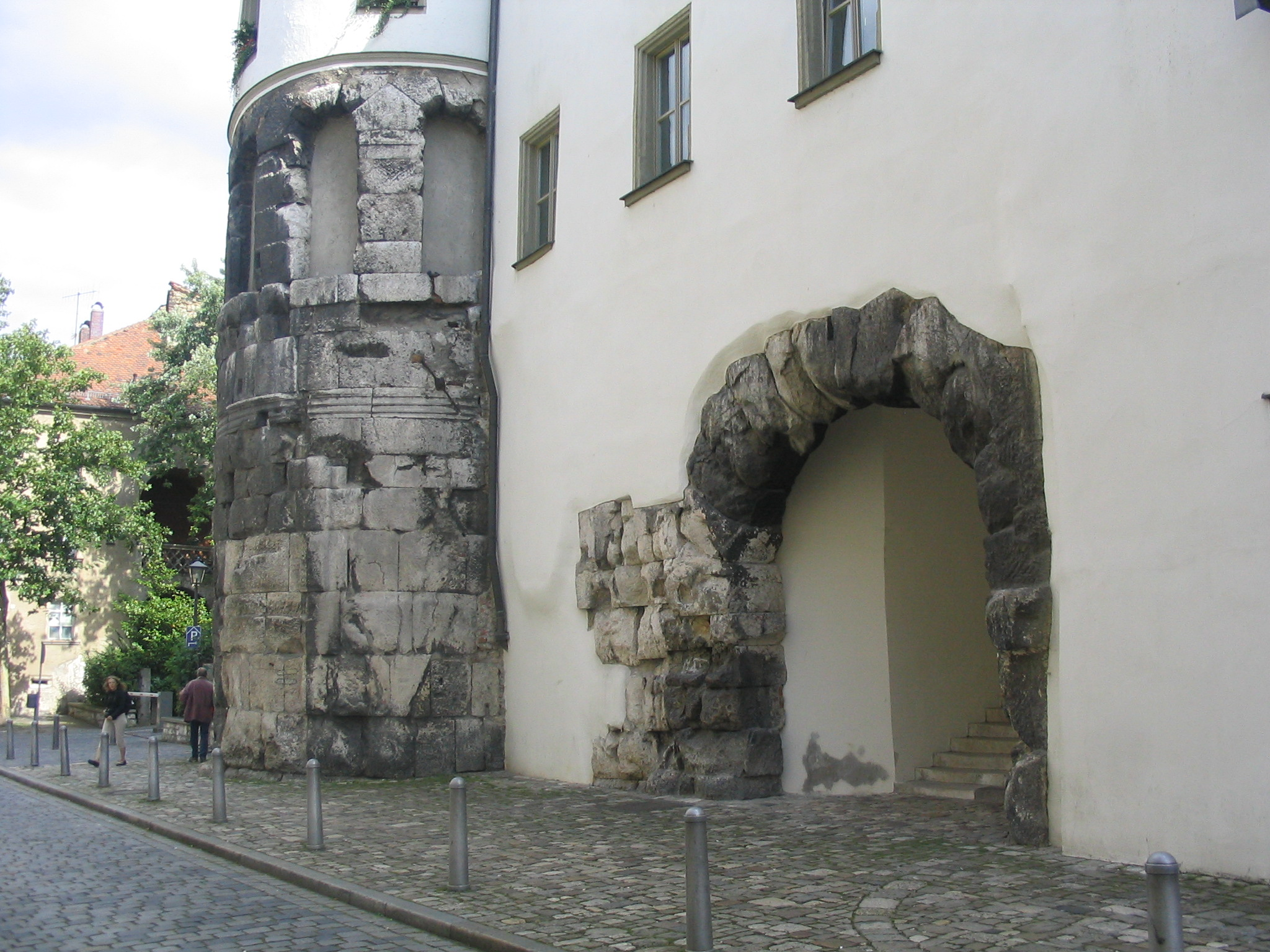
雷根斯堡兵营城堡的遗蹟

雷根斯堡是德国最古老的城市之一，从石器时代开始便已有人居住在雷根斯堡附近的多瑙河边，2006年考古发现的凯尔特人墓穴，将雷根斯堡的历史追溯到了大约公元前400年。约公元79年，古罗马人在雷根斯堡建造了一座城堡，用作观察哨，这座城堡可以容纳500个骑兵或者1000个步兵。与此同时，如今雷根斯堡老城西面的多瑙河边有了居民区，也出现了阿尔卑斯山北侧最古老的古罗马酿酒厂。166年爆发多瑙河中游地区日耳曼人和萨尔马提亚人对抗罗马帝国的马可曼尼人战争（166年—180年），城堡和居民区都在这场战争开始后不久被毁。
在击退马可曼尼人后，罗马帝国皇帝马尔库斯·奥列里乌斯在约170年下令建造一座兵营城堡，取名为“卡斯特拉-雷金纳”（Castra Regina，意为“雷根河畔的兵营”，是雷根斯堡的拉丁语古名称），这座石建筑的围墙高约10米，有4扇大门和众多塔楼，至今仍能在雷根斯堡老城见到它的遗蹟。雷根斯堡在179年正式建城，如今在雷根斯堡东门上仍保留有石头碑铭见证这一历史一刻。雷根斯堡驻扎着意大利第三军团的约6千士兵，是罗马帝国雷蒂安行省最主要的军事基地。
从约500年起，雷根斯堡一直是阿吉洛尔芬家族的巴伐利亚公爵的府邸，直至查理大帝的表兄塔西洛三世788年退位，结束了阿吉洛尔芬王朝的统治。雷根斯堡是德国最古老的天主教教区之一，739年起隶属于罗马主教，即使在1542年作为帝国自由城市而信仰新教后，雷根斯堡依旧保持天主教主教驻地的身份。
9世纪，雷根斯堡成为东法兰克王国加洛林王朝的重要城市，日耳曼人路易的王后圖爾的埃芒加德、东法兰克王国的最后两位加洛林王朝国王克恩滕的阿努尔夫和孩童路易都葬在了雷根斯堡。
中世纪时，通过与巴黎、威尼斯和基辅进行远程贸易，雷根斯堡迎来了经济的繁荣时期，在当时是德国生活水平最好和人口最多的城市之一，中世纪罗马式和哥特式建筑为雷根斯堡保留下了这段辉煌的历史。这段时期的一个见证就是多瑙河上的石桥，建造于1135年至1146年，这座中世纪建筑奇蹟成为了后来许多桥梁建筑的范例，也成为越过多瑙河的战略要地。1147年5月，康拉德三世从雷根斯堡发起第二次十字军东征，而腓特烈一世在1189年5月也从这里发起第三次十字军东征。1273年雷根斯堡大教堂开始建造，它与石桥一同成为了雷根斯堡城市的象征。

### 神圣罗马帝国的自由城市

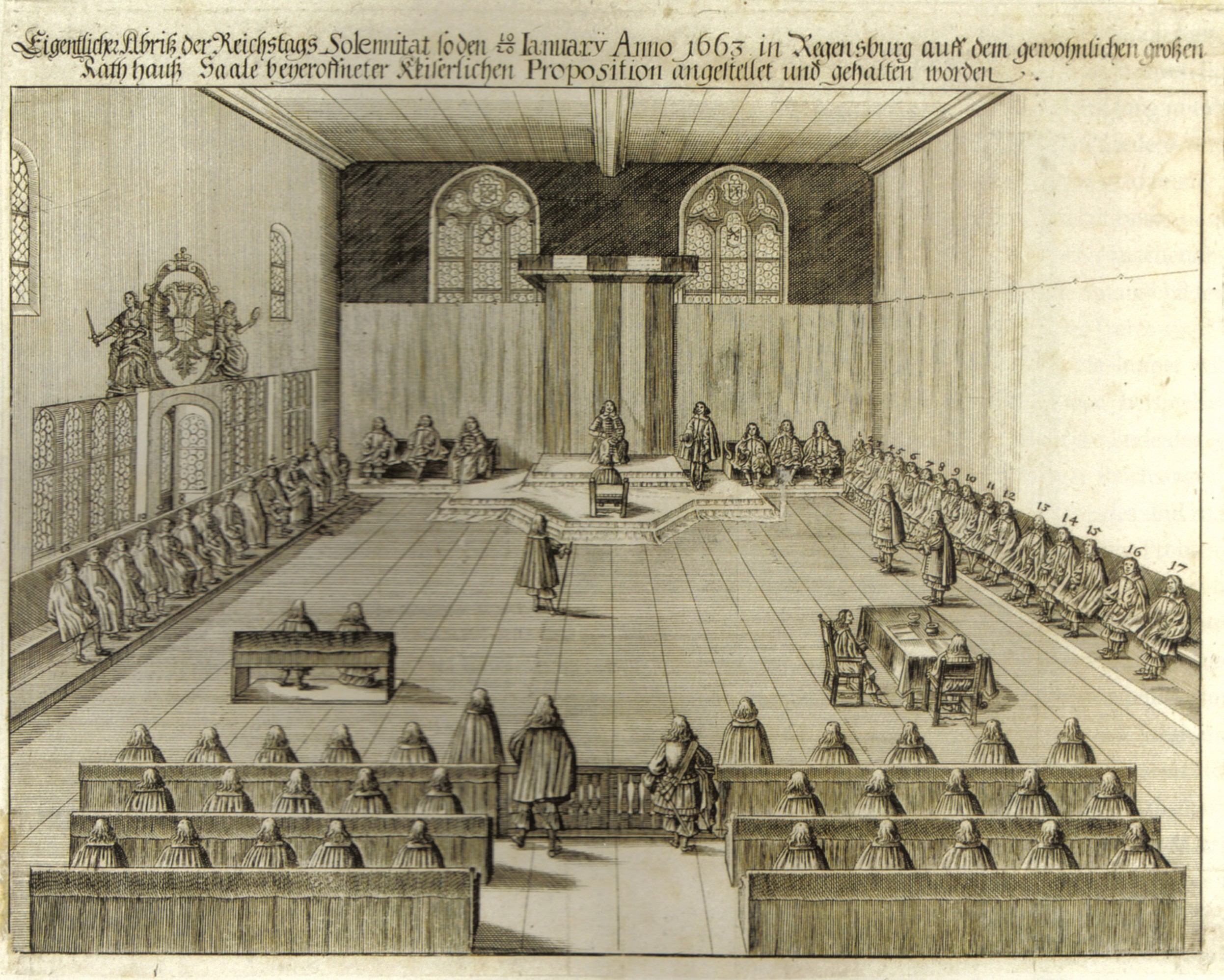
1663年雷根斯堡帝国议会的场景

1207年雷根斯堡被提升为帝国自由城市，1245年又被腓特烈二世皇帝赋予城市自治权，由此也开始了雷根斯堡市民与主教和巴伐利亚公国之间持续数百年的争斗。在多年经济衰退的情况下，1492年雷根斯堡失去了帝国自由城市的特殊地位，城市内部也继续着不安定的状况，马克西米利安一世在1500年进行了干预，并强加给雷根斯堡一部新的城市法律，而雷根斯堡利用马克西米利安一世1519年去世到查理五世加冕之间的权力真空期，在一次大屠杀中，焚毁了雷根斯堡的犹太人区，驱逐了当时德国最大的一座犹太人居住区。1542年，在教区与城市议会的斗争中，雷根斯堡改为一座新教城市，人民希望借此擺脫天主教主教和皇帝，但是同主教之间的冲突并没有因此而减少。1633年雷根斯堡在三十年战争中被瑞典军队占领，1634年被神圣罗马帝国皇帝和巴伐利亚的军队夺回。
自从东法兰克王国时起，雷根斯堡就已经是重要的政治中心，多次举行帝国议会。18世纪末，雷根斯堡经历了严重的内政危机，在面临经济崩溃的背景下，市民和政府官员代表成功地在维也纳帝国宫廷议会上控告政府的经济失策和违法行为，皇帝及时干预，允许债务延期偿付，使得雷根斯堡免遭经济崩溃。

### 巴伐利亚的城市

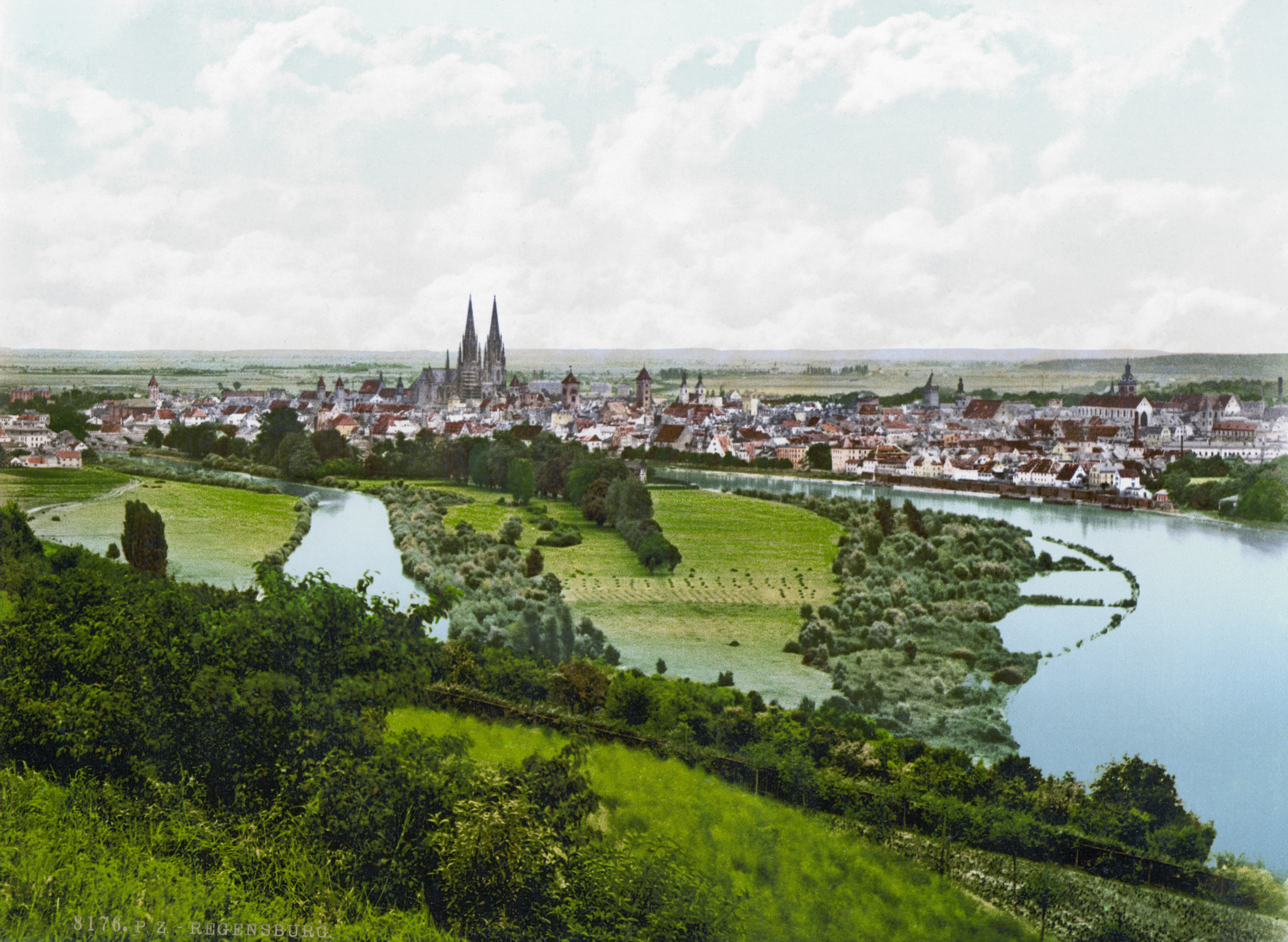
约1900年时的雷根斯堡

1803年在雷根斯堡通过了帝国议会的最后一批决议，其中之一是决定解散神圣罗马帝国，成立莱茵联邦，雷根斯堡也因此独立为邦国。1806年8月1日，莱茵联邦在雷根斯堡帝国议会的最后一次会议上宣布神圣罗马帝国的正式解散。
在第五次反法同盟战争（法国对抗英国和奥地利）中，奥地利军队先是于1809年4月20日占领雷根斯堡，法国人三天后进行了炮轰并攻占雷根斯堡，在此役中，拿破仑遭遇了他的唯一一次在战役中的受伤。在拿破仑的压力下，雷根斯堡大主教被迫放弃雷根斯堡给巴伐利亚王国。并入巴伐利亚，意味着雷根斯堡失去了昔日的特殊政治地位，而雷根斯堡的经济在帝国时期早已荒废，城市的自治已无可能，但仍是雷根斯堡县的首府，1838年起是雷根斯堡和上普法尔茨县的首府，1953年起是上普法尔茨行政区和雷根斯堡县的首府和巴伐利亚州的直辖市，雷根斯堡也逐渐恢复它的重要地位。

### 二战及现代
随着1933年德国纳粹的上台，雷根斯堡的纳粹市长也随之上台，雷根斯堡随即发生了“焚书事件”，同年，纳粹市长下令在城北建造了纳粹一座示范居民区。1938年11月9日水晶之夜，雷根斯堡的犹太人会堂被焚毁，犹太人商店被掠夺，犹太人居民被袭击。1942年至1943年，共有200至250名雷根斯堡的犹太人被送往集中营杀害。
在第二次世界大战中，雷根斯堡经受了猛烈的空袭，但是老城并没有受到影响，空袭主要集中在城市郊外的一家当时欧洲最大的飞机工厂，在1943年至1945年英国空军的20次和美国空军的8次空袭中，共有约三千人丧生，其中有不少是战俘。1945年多瑙河上的部分桥梁被炸毁。1945年4月22日，美军坦克部队兵临城下。4月23日，雷根斯堡的妇女们和大教堂的牧师Dr. Johann Maier在达豪广场（Dachauplatz）集会要求和平移交城市，免除城市遭受破坏，结果当场被纳粹便衣警察逮捕。第二天，这位牧师、另一位市民和一位退休宪兵官在达豪广场被公开绞刑处决。不久纳粹军队撤离逃跑，雷根斯堡未经战斗即告解放。后来人们在处决处建立了一座纪念碑，Maier的遗骸也在2005年被遗葬雷根斯堡大教堂。
雷根斯堡的人口在1945年已经达到10万，2000年超过15万，主要是来自东方，尤其是捷克北部的难民潮。1965年雷根斯堡大学奠基。1960年东港口投入使用，1978年美因-多瑙运河通航。西门子公司在雷根斯堡建立分公司，负责属下英飞凌公司的芯片制造，1986年宝马在雷根斯堡投产，1989年东芝开始在雷根斯堡生产笔记本电脑。
雷根斯堡的历史城市中心被完好地保存下来了，是德国最大的一座中世纪老城。此外雷根斯堡还是阿尔卑斯山以北拥有最多数量的意大利式家族塔楼，因此也得名“意大利最北部的城市”。雷根斯堡有超过一千座历史建筑受到专门保护，2006年雷根斯堡老城入选世界文化遗产。

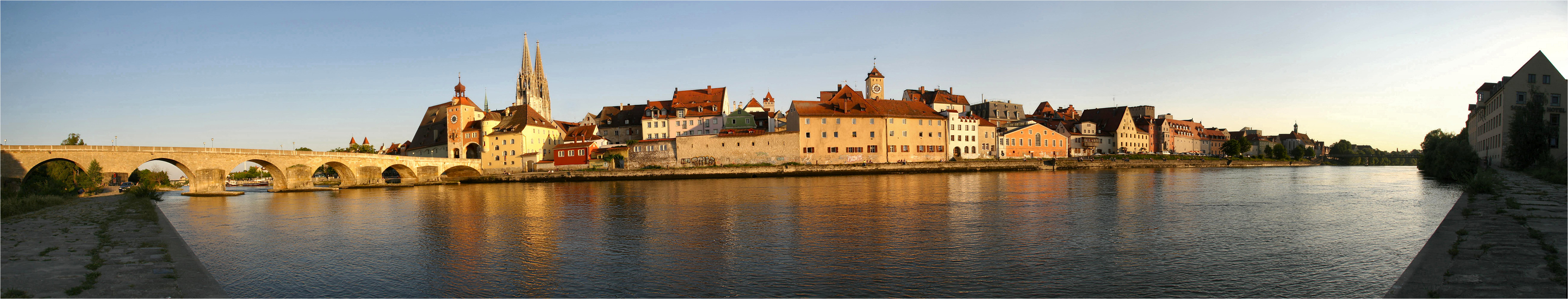
雷根斯堡大教堂和多瑙河上的石桥

## 建筑

### 石桥
雷根斯堡石桥和桥门建筑于1135年至1146年间，是中世纪最重要的桥梁建筑之一，也成为12世纪到13世纪许多大型石头桥梁的范例，其中包括德累斯顿易北河、布拉格伏尔塔瓦河、伦敦泰晤士河和法国阿维尼翁罗纳河上的石桥。石桥长336米，宽8米，平均高度15米，共有16个桥洞，桥洞宽度10.15米至16.60米不等，桥墩宽度5.85公尺至7.40公尺不等，石桥总重约10万吨。石桥曾经是雷根斯堡唯一一座跨越多瑙河的桥梁，持续了800多年。
石桥曾有一段传说，石桥的建筑师和大教堂的建筑师打赌比赛看谁先完工，后来大教堂的建造明显领先，石桥的建筑师便同魔鬼做了承诺，如果魔鬼能站在他的一边，将能够得到最初三个过桥的灵魂。从此开始，石桥的工程进度突飞猛进，最终先完工的是石桥。魔鬼来向建筑师索要许诺，但建筑师在石桥开放后先赶了三只鸡过桥，这激怒了魔鬼，要把石桥毁坏，石桥因此变成了拱形。事实上，大教堂的建筑开始于1273年，这时石桥早已完工100多年了。

### 大教堂
雷根斯堡主教座堂是巴伐利亚和德国南部哥特式建筑的主要代表，是天主教雷根斯堡教区的主教座堂。主教座堂曾经两次被大火烧毁后，1273年重建，中殿高32米、塔楼高105米、总长86公尺、宽34.8公尺。教宗本笃十六世曾在2006年9月13日到访該主教教堂。著名的雷根斯堡主教座堂合唱團是雷根斯堡主教座堂的合唱團，著名合唱指挥如许理姆斯博士（Dr. Theobald Schrems）和喬治·拉辛格都曾任主教座堂小堂乐长这一职务。

## 友好城市
法國克莱蒙费朗（1969年）